# Палеонтологічне товариство НАН України
Палеонтологічне товариство НАН України — наукове товариство українських палеонтологів і стратиграфів, що об'єднує 6 регіональних товариств.
Проводить щорічні палеонтологічні конференції з виданням робіт українських і іноземних палеонтологів і стратиграфів.

## Історія
Юридичного статусу набуло із заснуванням 1977 р. Українського палеонтологічного товариства при Відділенні наук про Землю АН УРСР (постанова Президії АН УРСР від 14 липня 1977 р.) за ініціативи академіка Олега Степановича Вялова. Товариство утворено на базі
Київського та Львівського відділень Всесоюзного палеонтологічного товариства за участю провідних палеонтологів і стратиграфів України.
До складу Товариства входить шість відділень: Київське, Львівське (створені 1951 року), Харківське (1960), Донбаське (1976), Одеське (1981) та Дніпровське (1982).
Первинна кількість Палеонтологічного товариства становила близько 50 членів.
1980 року уже налічувалось 222 члени, 1990—209, 1996—167. На 2018 рік у складі Товариства — близько 100 членів. Це дійсні, почесні, а також зарубіжні члени.
20 квітня 1991 року Українське палеонтологічне товариство юридично набуло статус самостійного. Базовою організацією Товариства є Інститут геологічних наук НАН України.